# Krnja Jela (Sjenica)
Pour les articles homonymes, voir Krnja Jela.
Krnja Jela (en serbe cyrillique : Крња Јела) est un village de Serbie situé dans la municipalité de Sjenica, district de Zlatibor. Au recensement de 2011, il comptait 33 habitants.

## Démographie
| 1948 | 1953 | 1961 | 1971 | 1981 | 1991 | 2002 | 2011 |
| ---- | ---- | ---- | ---- | ---- | ---- | ---- | ---- |
| 117  | 141  | 149  | 126  | 123  | 70   | 47   | 33   |

|  |